# SERPINH1
SERPINH1 (англ. Serpin family H member 1) – білок, який кодується однойменним геном, розташованим у людей на короткому плечі 11-ї хромосоми. Довжина поліпептидного ланцюга білка становить 418 амінокислот, а молекулярна маса — 46 441.
| 10         |  | 20         |  | 30         |  | 40         |  | 50         |
| ---------- |  | ---------- |  | ---------- |  | ---------- |  | ---------- |
| MRSLLLLSAF |  | CLLEAALAAE |  | VKKPAAAAAP |  | GTAEKLSPKA |  | ATLAERSAGL |
| AFSLYQAMAK |  | DQAVENILVS |  | PVVVASSLGL |  | VSLGGKATTA |  | SQAKAVLSAE |
| QLRDEEVHAG |  | LGELLRSLSN |  | STARNVTWKL |  | GSRLYGPSSV |  | SFADDFVRSS |
| KQHYNCEHSK |  | INFRDKRSAL |  | QSINEWAAQT |  | TDGKLPEVTK |  | DVERTDGALL |
| VNAMFFKPHW |  | DEKFHHKMVD |  | NRGFMVTRSY |  | TVGVMMMHRT |  | GLYNYYDDEK |
| EKLQIVEMPL |  | AHKLSSLIIL |  | MPHHVEPLER |  | LEKLLTKEQL |  | KIWMGKMQKK |
| AVAISLPKGV |  | VEVTHDLQKH |  | LAGLGLTEAI |  | DKNKADLSRM |  | SGKKDLYLAS |
| VFHATAFELD |  | TDGNPFDQDI |  | YGREELRSPK |  | LFYADHPFIF |  | LVRDTQSGSL |
| LFIGRLVRPK |  | GDKMRDEL   |  |            |  |            |  |            |

A: Аланін

C: Цистеїн

D: Аспарагінова кислота

E: Глутамінова кислота

F: Фенілаланін

G: Гліцин

H: Гістидин

I: Ізолейцин

K: Лізин

L: Лейцин

M: Метіонін

N: Аспарагін

P: Пролін

Q: Глутамін

R: Аргінін

S: Серин

T: Треонін

V: Валін

W: Триптофан

Кодований геном білок за функцією належить до шаперонів. 
Задіяний у такому біологічному процесі як відповідь на стрес. 
Локалізований у ендоплазматичному ретикулумі.